# Pheline Roggan

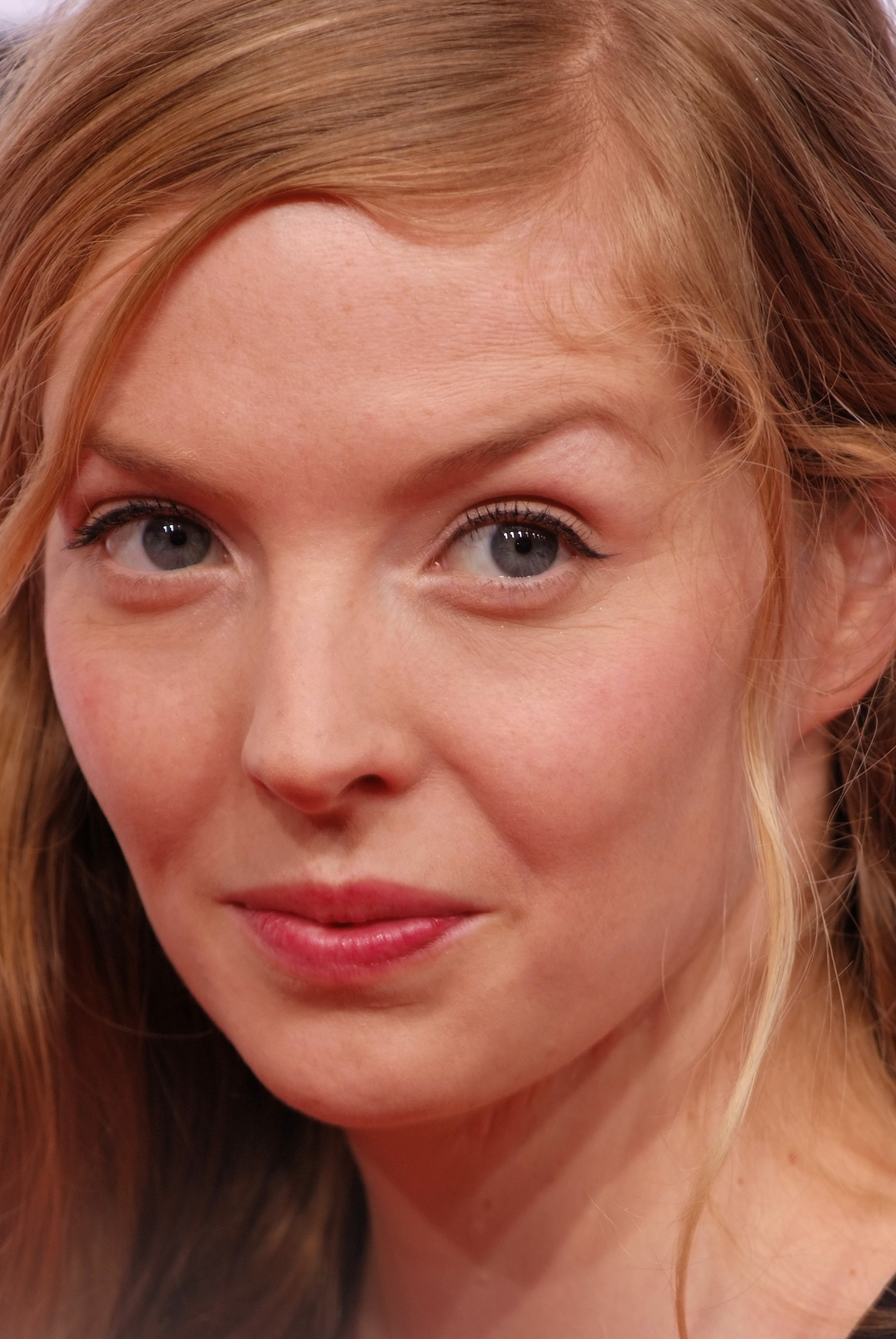
Pheline Roggan 2012

Pheline Roggan (* 13. Juni 1981 in Hamburg) ist eine deutsche Schauspielerin.

## Leben
Roggan ließ sich von 2001 bis 2004 an der Hamburger Schule für Schauspiel zur Schauspielerin ausbilden.
Nachdem sie 2004 bereits eine kleinere Rolle als Punkerin in Kebab Connection und weitere Rollen in diversen Film- und Fernsehproduktionen gehabt hatte, war sie 2009 in Fatih Akıns Soul Kitchen in der Rolle der Nadine, der Freundin der Hauptfigur Zinos, zu sehen. Auch spielte sie als Lona eine größere Rolle in Markus Imbodens Fernsehfilm Mörder auf Amrum (2009). Im Jahr 2012 spielte sie die Hauptrolle in Das kunstseidene Mädchen nach Irmgard Keuns Roman unter der Regie von Kai Wessel in den Hamburger Kammerspielen.
Gemeinsam mit den Schauspielern Miriam Stein und Moritz Vierboom sowie der Regisseurin Laura Fischer formulierte Roggan im Jahr 2020 eine aus 13 Punkten bestehende Idealvorstellung vom „Grünen Drehen“, deren Umsetzung einen Beitrag gegen die Klimakrise leisten soll. Mehr als 100 Schauspielerinnen unterzeichneten daraufhin den Aufruf. Wissenschaftlich begleitet wurde der Aufruf durch den Klimawissenschaftler Dirk Notz.
Roggan lebt in Hamburg.

## Filmografie

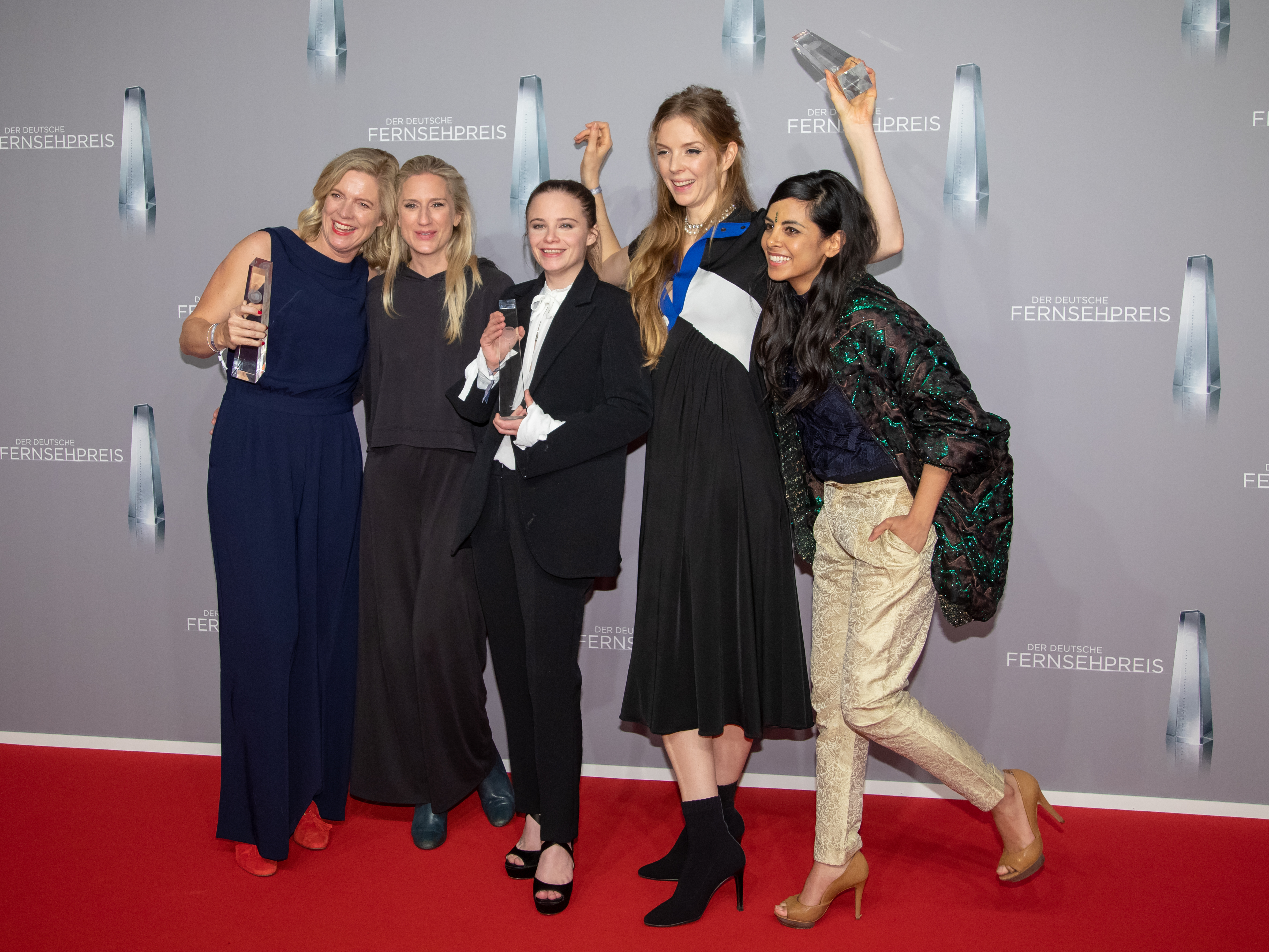
Roggan (2. v. r.) beim Deutschen Fernsehpreis für Jerks., 2019

- 2004: Anna und der Soldat (Kurzfilm), Regie: Sören Hüper und Christian Prettin
- 2004: Kebab Connection, Regie: Anno Saul
- 2006: Valerie, Regie: Birgit Möller
- 2007: Säure – Acid, Regie: Mario Stahn
- 2007: Die Rettungsflieger – Das Streben nach Glück (TV), Regie: Donald Kraemer
- 2008: Die Glücklichen, Regie: Jan Georg Schütte
- 2008: Chiko, Regie: Özgür Yıldırım
- 2008: Dancing with Devils (TV), Regie: Klaus Lemke
- 2009: Anker werfen (Kurzfilm), Regie: Markus Beck
- 2009: Soul Kitchen, Regie: Fatih Akın
- 2009: 13 Semester, Regie: Frieder Wittich
- 2009: Küstenwache – Man stirbt nur zweimal (TV), Regie: Jan Bauer
- 2009: Mörder auf Amrum (TV), Regie: Markus Imboden
- 2010: Tatort – Vergissmeinnicht (TV), Regie: Richard Huber
- 2010: Sunny und Roswitha (Kurzfilm), Film von Barnaby Metschurat und Lavinia Wilson
- 2010: Dem Besten aller Väter (Kurzfilm), Regie: Türker Süer
- 2010: Schallstörung (Kurzfilm), Regie: Markus Beck
- 2011: Lisas Fluch (TV), Regie: Petra Katharina Wagner
- 2011: Tatort – Im Abseits (TV), Regie: Uwe Janson
- 2011: Ein mörderisches Geschäft (TV), Regie: Martin Eigler
- 2011: Aschenputtel, Regie: Uwe Janson
- 2012: Russendisko, Regie: Oliver Ziegenbalg
- 2012: Bankraub für Anfänger (TV), Regie: Claudia Garde
- 2012: Leg ihn um!, Regie: Jan Georg Schütte
- 2013: Si-o-se Pol – Die letzten Tage des Parvis K., Regie: Henrik Peschel
- 2013: Morden im Norden – Tödliche Umleitung (TV), Regie: Dirk Pientka
- 2013: Letzte Spur Berlin – Ewige Dunkelheit (TV), Regie: Thomas Jahn
- 2014: Heiter bis tödlich: Hauptstadtrevier – Die Räuber (TV), Regie: Bodo Schwarz
- 2014: How to Disappear Completely (Jak calkowicie zniknac), Regie: Przemyslaw Wojcieszek
- 2014: Die junge Sophie Bell, Regie: Amanda Adolfsson
- 2014: Grantchester (Fernsehserie, 4 Folgen)
- 2015: Polizeiruf 110: Sturm im Kopf (TV), Regie: Christian von Castelberg
- 2015: Zweimal lebenslänglich, Regie: Johannes Fabrick
- 2016: Was hat uns bloß so ruiniert, Regie: Marie Kreutzer
- 2016: Sex & Crime, Regie: Paul Florian Müller
- 2016: Hey Bunny, Regie: Barnaby Metschurat und Lavinia Wilson
- 2017: Nicole’s Cage (Kurzfilm), Regie: Josef Brandl
- 2017: Auf der anderen Seite ist das Gras viel grüner, Regie: Pepe Danquart
- 2017–2023: jerks. (Fernsehserie, 44 Folgen)
- 2019: Berlin, I Love You, Regie: Dianna Agron und Peter Chelsom
- 2019: Kroymann (Fernsehserie, 1 Folge)
- 2020: Aus dem Tagebuch eines Uber-Fahrers (Fernsehserie, 1 Folge)
- 2020: Das Geheimnis des Totenwaldes (Fernsehfilm)
- 2021: Eisland (Fernsehfilm)
- 2021: Das Schwarze Quadrat
- 2021: Moooment! (Fernsehserie, 2 Folgen)
- 2022: Weckschreck (Fernsehserie)
- 2023: Tatort: Gold (Fernsehreihe)
- 2024: Für immer Freibad (Fernsehfilm)

## Theater
- 2012: Das kunstseidene Mädchen, Hauptrolle, Regie: Kai Wessel, Hamburger Kammerspiele
- 2012: Der Firmenhymnenhandel, Regie: Thomas Ebermann, Kampnagel Hamburg
- 2013: Tschick, Regie: Nils Daniel Finckh, Theaterhaus Stuttgart
- 2016: Locus Solus, Regie: Kryštof Garbaczewski, Volksbühne Berlin
- 2018: Siegfrieds Erben, Regie: Roger Vontobel, Nibelungen Festspiele Worms

## Hörspiele
- 2020: Enthüllt (Podcast bei RTL+ Musik), Regie: Kim Frank[7]